# Platja de San Antolín
La platja de San Antolín està situada en la localitat de Naves, en el concejo asturià de Llanes. És la platja més gran del concejo amb 1200 metres de longitud. És una platja seminatural, recta de sorra fina i grava oberta al mar Cantàbric.
Des del punt de vista mediambiental és una platja  considerada paisatge protegit, amb catalogació ZEPA i LIC, i amb presència de vegetació a la platja. Per aquest motiu està integrada en el Paisatge Protegit de la Costa Oriental d'Astúries, igual que els contraforts orientals de la serra de Cuera, a poca distància i que confereixen al paisatge de la platja un atractiu més. És de perillositat alta a causa que dona a mar obert i tenir fort onatge. En els voltants se situa l'església romànica de San Antolín de Bedón. En aquesta platja desemboca el riu Bedón o de Las Cabras.

## San Antolín
Aquest poble compta amb cent veïns, la major part natius, però una quantitat raonable estiuejants que atrets per les belleses i serveis que se'ls presten, formen part de la comunitat. Hi ha dues platges: San Antolin de Bedón, d'una longitud de 2 km, de finíssima sorra, comunicant-se per un camí peonil amb la platja de Torimbia, alhora per la platja es pot passar per un túnel natural a la platja de Portacos. Aquesta platja té una ria en la qual desemboca el riu Bedón, delícia dels pescadors per l'abundància de truites, i disposa d'un mirador que domina tota la platja amb un aparcament degudament condicionat.